# Вівчарик індокитайський
Вівча́рик індокита́йський (Phylloscopus calciatilis) — вид горобцеподібних птахів родини вівчарикових (Phylloscopidae).

## Поширення
Вид поширений у вапнякових карстових регіонах Північного та Центрального В'єтнаму, а також Північного та Центрального Лаосу, і вважається, що він поширюється на подібні карстові території в Гуансі, на крайньому півдні Китаю. Його природне місце існування — широколистяний вічнозелений і напіввічнозелений ліс, що росте навколо вапнякових карстових гір.